# Mamba Motorsport
Mamba Motorsport Limited war ein britischer Hersteller von Automobilen.

## Unternehmensgeschichte
John Bridge gründete am 24. September 1998 das Unternehmen in Wellingborough in der Grafschaft Northamptonshire. Er begann mit der Produktion von Automobilen und Kits. Der Markenname lautete Mamba. Später erfolgte der Umzug nach Faringdon in Oxfordshire. 2008 endete die Produktion. Es gibt eine Verbindung zu Bridge Engineering.

## Fahrzeuge
Das einzige Modell war der C 23. Dies war die Nachbildung des Lotus 23. Vorherige Hersteller waren Kitdeal, Noble Motorsport und Espero Limited. Insgesamt entstanden etwa 110 Exemplare.